# Хвойненска котловина
Хвойненската котловина е котловина в централната част на Западните Родопи, между Радюва планина на изток и рида Чернатица на запад, по средното течение на Чепеларска река. Площта ѝ е около 7 – 8 km2, а надморската височина 750 – 800 m.
От съседните ридове е ограничена чрез разседни склонове. Образувана е през горния еоцен в резултат на тектонско потъванеу което продължава и през неогена. Запълнена е със старотерциерни пясъчници, конгломерати и мергели. Климатът е умереноконтинентален с планински черти. Отводнява се от Чепеларска река и нейните притоци. Има добри условия за селско стопанство и дърводобив.
В нея са разположени две села: Павелско и Хвойна.
През котловината от север на юг преминава участък от второкласен път № 86 от Държавната пътна мрежа Пловдив – Смолян – ГКПП „Рудозем“.

## Топографска карта
- Лист от карта K-35-74. Мащаб: 1 : 100 000.